# Dean Saunders (voetballer)
Dean Nicholas Saunders (Swansea, 21 juni 1964) is een voormalig profvoetballer uit Wales die vooral naam maakte als aanvaller bij Aston Villa (1992-1995). Hij speelde tevens clubvoetbal in Turkije en Portugal gedurende zijn carrière, die hij in 2001 afsloot bij Bradford City FC. Hij is trainer-coach van Crawley Town sinds 28 december 2014.

## Interlandcarrière
Saunders kwam in totaal 75 keer (22 doelpunten) uit voor de nationale ploeg van Wales in de periode 1986–2001. Hij maakte zijn debuut op woensdag 26 maart 1986 in de vriendschappelijke uitwedstrijd tegen Ierland, die met 1-0 werd gewonnen dankzij een treffer van Ian Rush. Saunders viel in dat duel na 60 minuten in voor Alan Davies. Zijn eerste interlanddoelpunt maakte hij op 12 mei 1986 in de met 3-0 gewonnen oefeninterland tegen Canada in Vancouver. Saunders scoorde tweemaal in die wedstrijd.

## Erelijst
Liverpool
- FA Cup: 1992

 Aston Villa
- Vice-landskampioen: 1993
- League Cup: 1994

 Galatasaray
- Turkse beker: 1996